# محمد رضا حسيني
محمد رضا حسيني (15 سبتمبر 1989 بنور آباد في إيران - ) هو لاعب كرة قدم إيراني في مركز الهجوم. لعب مع نادي ذوب آهن أصفهان ونادي فجر شهيد سباسي.

## وصلات خارجية
- محمد رضا حسيني على موقع Soccerway.com (الإنجليزية)